# Джонс (округ, Техас)
Шаблон:StateAbbr_ 32°44′ пн. ш. 99°53′ зх. д. / 32.74° пн. ш. 99.88° зх. д.
Округ Джонс (англ. Jones County) — округ (графство) у штаті Техас, США. Ідентифікатор округу 48253.

## Історія
Округ утворений 1881 року.

## Демографія
За даними перепису 2000 року загальне населення округу становило 20785 осіб, зокрема міського населення було 8128, а сільського — 12657. Серед мешканців округу чоловіків було 12474, а жінок — 8311. В окрузі було 6140 домогосподарств, 4525 родин, які мешкали в 7236 будинках. Середній розмір родини становив 3,06.
Віковий розподіл населення поданий у таблиці:
| Стать    | До 15 років | 15-21 | 22-29 | 30-39 | 40-49 | 50-65 | 65-85 | Понад 85 |
| -------- | ----------- | ----- | ----- | ----- | ----- | ----- | ----- | -------- |
| Чоловіки | 1839        | 1580  | 2173  | 1973  | 2146  | 1512  | 1129  | 122      |
| Жінки    | 1684        | 736   | 627   | 1077  | 1164  | 1371  | 1366  | 286      |

## Суміжні округи
- Гаскелл — північ
- Шекелфорд — схід
- Каллеген — південний схід
- Тейлор — південь
- Фішер — захід
- Стоунволл — північний захід

## Виноски
1. ↑  U.S. Decennial Census. United States Census Bureau. Архів оригіналу за 26 квітня 2015. Процитовано 2 травня 2015.
2. ↑  Texas Almanac: Population History of Counties from 1850–2010 (PDF). Texas Almanac. Архів оригіналу (PDF) за 26 лютого 2015. Процитовано 2 травня 2015.
3. ↑  State & County QuickFacts. United States Census Bureau. Архів оригіналу за 18 травня 2011. Процитовано 18 грудня 2013.(англ.) Наведено за англійською вікіпедією.
4. ↑  American FactFinder. Бюро перепису населення США. Архів оригіналу за 21 травня 2008. Процитовано 31 січня 2008.

| США | Це незавершена стаття з географії США. Ви можете допомогти проєкту, виправивши або дописавши її. |